# 드라마틱 소프라노
드라마틱 소프라노(dramatic soprano)는 극적인 박력을 갖춘 소프라노이다. 고음역은 강인하고 빛나게, 중저음역은 풍부하게 노래해야 한다.

## 드라마틱 역할
- Abigaille, 나부코 (Verdi)
- Amelia, 가면 무도회 (오페라) (Verdi)
- Arabella, 아라벨라 (리하르트 슈트라우스)
- Ariadne, 낙소스의 아리아드네 (Richard Strauss)
- Cassandre, 트로이 사람들 (Berlioz)
- Chrysothemis, Elektra (Richard Strauss)
- Elisabeth, Tannhäuser (Wagner)
- Elsa, Lohengrin (Wagner)
- Gioconda, La Gioconda (Ponchielli)
- Helena, 이집트의 헬레나 (Richard Strauss)
- Die Kaiserin, 그림자 없는 여인 (Richard Strauss)
- Leonore/Fidelio, 피델리오 (Beethoven)
- Maddalena, 안드레아 세니에 (Giordano)
- Marie, 보체크 (알반 베르크)
- Minnie, 서부의 아가씨 (Puccini)
- Odabella, Attila (Verdi)
- Salome, Salome (Richard Strauss)
- Santuzza, 카발레리아 루스티카나 (Mascagni)
- Sélika, en:L'Africaine (자코모 마이어베어)
- Sieglinde, 발퀴레 (Wagner)
- Turandot, 투란도트 (Puccini)
- Valentine, 위그노 교도들 (오페라) (Giacomo Meyerbeer)
- Vanessa, Vanessa (새뮤얼 바버)

## 바그너 소프라노 역할
- Brünnhilde, 발퀴레, Siegfried, 신들의 황혼 (Wagner)
- Elektra, Elektra (리하르트 슈트라우스)
- Esclarmonde, en:Esclarmonde (쥘 마스네)
- Isolde, 트리스탄과 이졸데 (오페라) (Wagner)
- The Wife, 그림자 없는 여인 (Richard Strauss)
- Senta, Der fliegende Holländer (Wagner)
- Kundry, 파르지팔 (Wagner)

## 같이 보기
- 콜로라투라 소프라노
- 리릭 소프라노